# Speedway (Bahnsport)

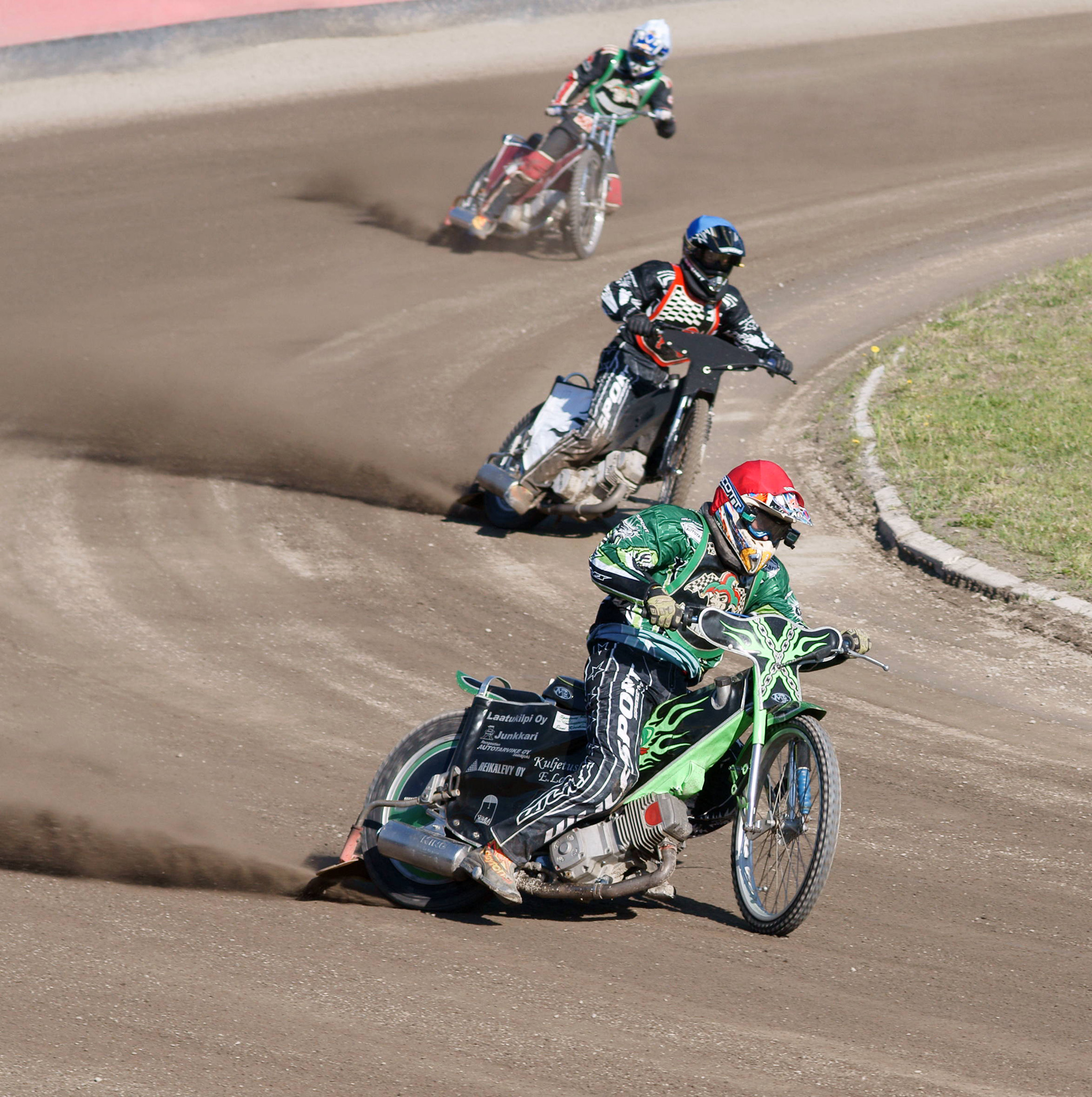
Speedway-Fahrer im typischen Drift auf der Sandbahn (Extra Liga, Finnland)

Speedway (englisch motorcycle speedway) bezeichnet einen Motorradrennsport, der auf abgesperrten Ovalbahnen (mit festgelegter Fahrtrichtung entgegen dem Uhrzeigersinn) gefahren wird. Als Speedway-Nationen mit erfolgreichen Fahrern gelten Polen, Australien, Dänemark, das Vereinigte Königreich, Schweden oder die Vereinigten Staaten und Deutschland. In Deutschland war der Sport in der Vergangenheit stärker verbreitet, gegenwärtig ist er aufgrund verschiedener Ursachen vergleichsweise weniger bekannt.

## Geschichte

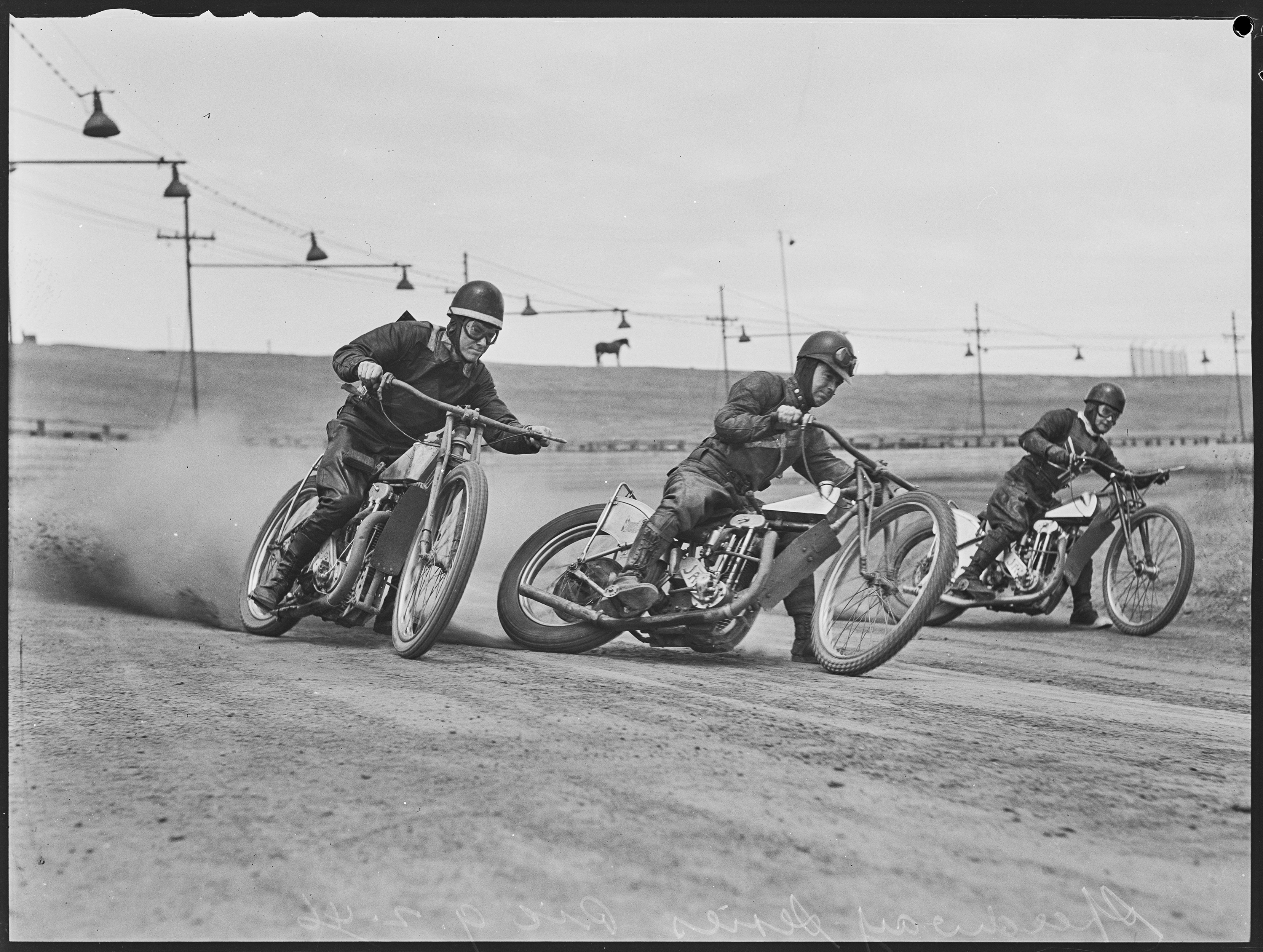
Speedwayrennen in Sydney (1946)

Die ersten dokumentierten Speedwayrennen fanden laut der „Maitland Mercury Newspaper“ am 15. Dezember 1923 in Maitland in New South Wales (Australien) statt. Jedoch gab es schon vorher in den USA und in Australien einige Motorsportveranstaltungen dieser Art. So wurden in den Vereinigten Staaten schon vor dem Ersten Weltkrieg kleinere Rennen mit Motorrädern auf Feldwegen gefahren. Die beiden Australier Billy Galloway und Keith McKay kamen 1928 nach Europa, um den in Australien bereits populären Speedwaysport auch dort zu etablieren. Sie veranstalteten die ersten offiziellen Speedwayrennen in Großbritannien mit Motorrädern ohne Bremsen auf ovalförmigen Strecken mit sandigem Untergrund. In England entwickelten sich die ersten Speedwayligen, und es wurden auch Rennen in großen Stadien wie etwa im Wembley-Stadion abgehalten.
In England entwickelte sich ebenso die Star Riders’ Championship, der Vorläufer der heutigen Weltmeisterschaft. Allerdings waren die englischen Fahrer den amerikanischen und australischen Fahrern bei weitem unterlegen, weshalb in zwei voneinander getrennten Gruppen gefahren wurde.

## Austragungsarten
Speedwayrennen finden auf einer ebenen, ovalen Strecke mit einem aus losen Materialien (u. a. gebrochenem Kalksandstein) verdichteten Untergrund statt. Nach Definition der FIM handelt es sich um einen „Belag aus Granit, Schiefer, Ziegel-Granulat oder ähnlichem ungebundenen Material auf einem Untergrund aus fester Erde“. Die Rennfahrer legen ihre Maschinen seitwärts in die Kurven (sogenanntes Powersliding), wobei die Hinterräder nach außen „ausschlagen“ und sie mit den Vorderrädern um die Kurven steuern. In Kurven stützen sich die Fahrer mit ihrem linken Bein ab, um die Balance zu halten. Dabei wird der Fuß üblicherweise durch einen Gleitschuh aus Stahl (Stahlschuh) geschützt.
Bei einem Speedwayrennen starten die bis zu sechs Fahrer gleichzeitig in einem stehenden Start. Ein Rennen geht in der Regel über vier Runden dauert bei einer Bahnlänge von 300 bis 400 m in etwa eine Minute. Die Durchschnittsgeschwindigkeiten liegen ungefähr bei 75 bis 80 km/h. Auf den Geraden werden Geschwindigkeiten von 110 bis 120 km/h erreicht, je nach der Länge der Geraden – wobei bedacht werden muss, dass die Bahnsportmotorräder (Speedway) weder mit Bremsen, Hinterradfederung noch Gangschaltung ausgerüstet sind. Sandbahnmaschinen sind mit 2-Gang-Getrieben ausgerüstet, wobei der erste Gang nur beim Start verwendet wird.
Der wichtigste Speedwaywettbewerb ist die Speedway-WM, die seit 1995 im Grand-Prix-System ausgetragen wird. Der Fahrer, der über die gesamte Saison die meisten Punkte in den Grand-Prix-Rennen sammelt, darf sich am Ende Weltmeister nennen.
Die größte Popularität erreicht der Speedwaysport heutzutage in Polen, Großbritannien und Skandinavien. In Belgien und den Niederlanden sind dagegen Langbahnrennen (über 425 m) populärer, die von den Fahrern nicht so viel technisches Können verlangen, dafür aber mehr Ausdauer.
In Deutschland gibt es eine Speedway-Bundesliga, bei der der deutsche Vereinsmeister ausgefahren wird. Zudem werden jährlich deutsche Einzelmeisterschaften der Profis und U-19 sowie U-21-Meisterschaften ausgefahren. Speedwayfahrer nehmen in der Regel an mehreren Ligen gleichzeitig teil. Dies ist möglich, da nicht jedes Team an jedem Wochenende einen Renntag hat. Die Fahrer sind oft Mitglieder in mehreren Teams in verschiedenen Ländern. Somit haben die Speedwayfahrer fast immer einen vollen Terminkalender, denn zusätzlich zu den Ligarennen kommen noch verschiedene Pokalwettbewerbe der Ligateams, nationale und internationale Meisterschaften sowie weitere Einladungsturniere, an denen die Fahrer teilnehmen, hinzu. Es ist auch sehr verbreitet, dass die Fahrer ihre Teams häufig wechseln. Verträge, die über mehr als drei Jahre laufen, sind eher selten. Es gibt unter anderem folgende Klassen: Junioren A (50 cm³), Junioren B (125 cm³), Junioren C (250 cm³) und U19 (500 cm³, Fahrer unter 19). Die Deutsche Meisterschaft ist bei diesen Fahrern in nbm (Norddeutsche Bahn Meisterschaft) und sbm (Süddeutsche Bahn Meisterschaft) unterteilt.

## Bahnen

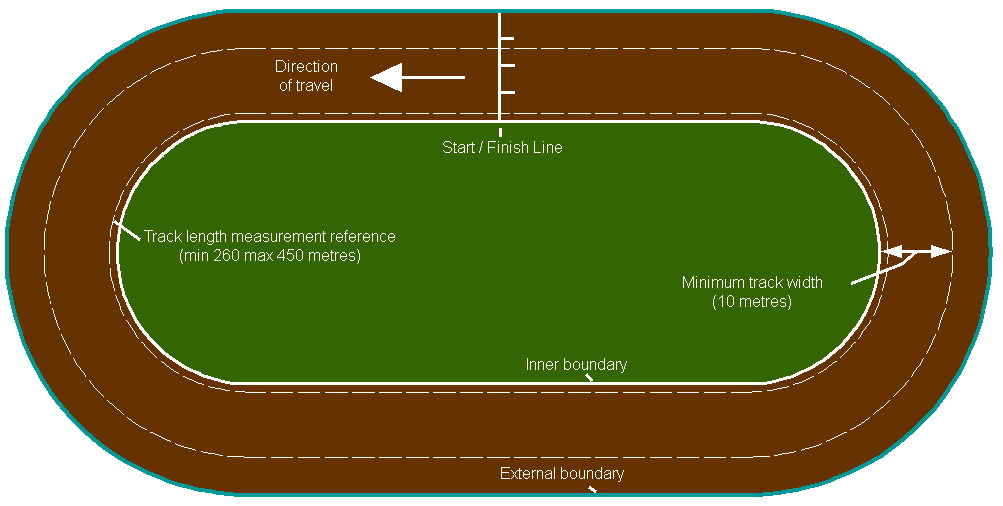
Speedwaybahn

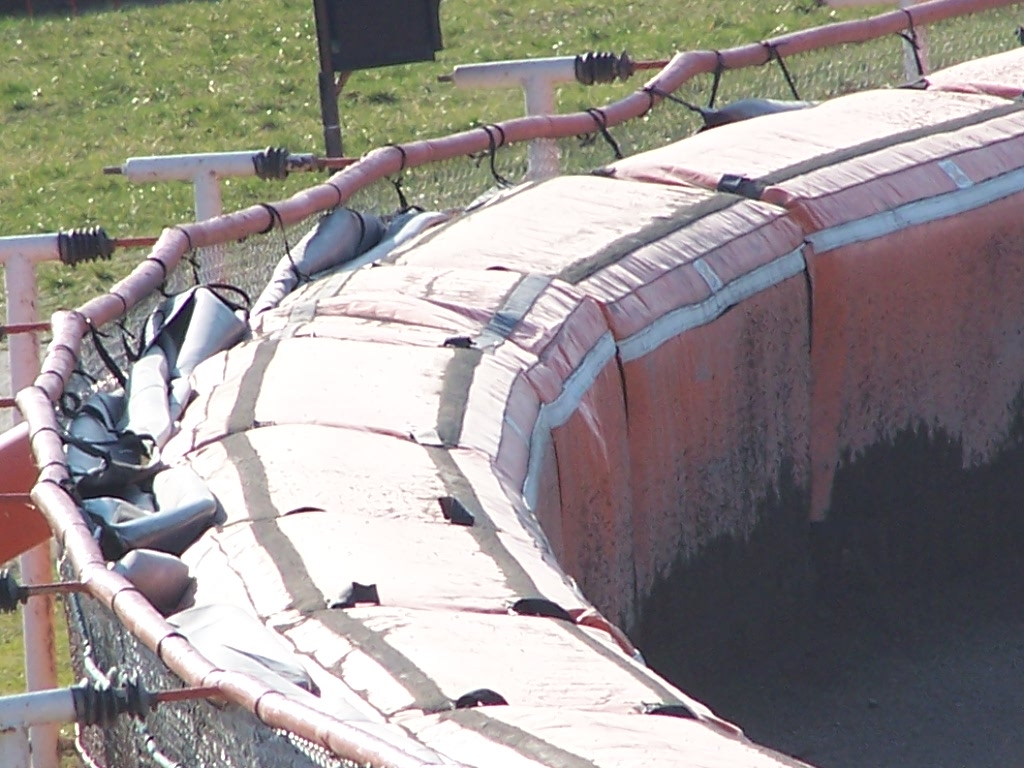
Die Sicherheitsbande einer Speedwaybahn in Polen

Die Vorschriften über Konstruktion, Größe und die Sicherheitsanforderungen für Bahnen für internationale Wettbewerbe werden von der FIM festgelegt.
Speedwaybahnen haben eine Länge von 260 bis 450 m. Die Länge wird in einem Abstand von einem Meter vom inneren Bahnrand gemessen. Die Bahnlänge ist also nicht die Länge der Ideallinie, sondern des kürzesten Wegs. Die Start- und Ziellinie befindet sich in der Regel in der Mitte einer Geraden, kann aber auch in einem Abstand von 35 m von dem Ausgang einer Kurve platziert sein. Zusätzlich müssen Warnsysteme in Form von Ampeln (bei Unfällen und dem damit verbundenen Rennabbruch leuchten die roten Lampen), eine Flutlichtanlage und eine moderne Startanlage vorhanden sein.
Der Untergrund einer Speedwaybahn besteht aus vier Schichten, die alle höchstens sieben Millimeter dick sein dürfen. Als oberste Schicht wird gemahlener Schiefer aufgebracht. Darunter folgen Schichten aus Granit, granulierten Ziegeln oder anderen lockeren Materialien. Der Einsatz von Asphalt, Beton oder anderen harten Materialien als Stabilisatoren ist, allein schon aufgrund der hohen Verletzungsgefahr, strengstens verboten. Zudem müssen die Schichten wasserdurchlässig sein. Während einer Veranstaltung wird die Bahn häufig gewässert, um die Staubentwicklung möglichst gering zu halten.
Die minimale Fahrbahnbreite beträgt zehn Meter. Dadurch haben die Fahrer an jeder Stelle der Strecke genug Platz, um ihr Motorrad sicher steuern zu können. Es gibt keine maximale Fahrbahnbreite. Durch diese Regelung gewährleistet die FIM, dass auf Speedwaybahnen nicht nur „normale“ Speedwayrennen stattfinden können, sondern auch andere Veranstaltungen, wie etwa Seitenwagenrennen.
Das Fahrerlager befindet sich meist außerhalb des Stadions, selten aber auch im Innenbereich der Bahn oder in den Katakomben unterhalb der Tribünen (z. B. bei Veranstaltungen in Fußballstadien). Auch Pressebereiche, medizinische Einrichtungen, Abfangzäune vor den Zuschauerplätzen und gut gepolsterte Banden sind Pflicht.
Um den Speedwaysport populärer zu machen, veranstaltet die FIM gelegentlich Speedwayrennen in großen Fußballstadien. So wurden bereits im Wembley-Stadion (London), dem Millennium Stadium (Cardiff), dem Parken-Stadion (Kopenhagen), dem Ullevi (Göteborg), dem Olympiastadion München, der Veltins-Arena (Gelsenkirchen), dem Stadion Śląski (Chorzów) und in der neuen Friends Arena (Stockholm) Speedwayrennen ausgetragen.

## Motorräder

### Solomotorräder

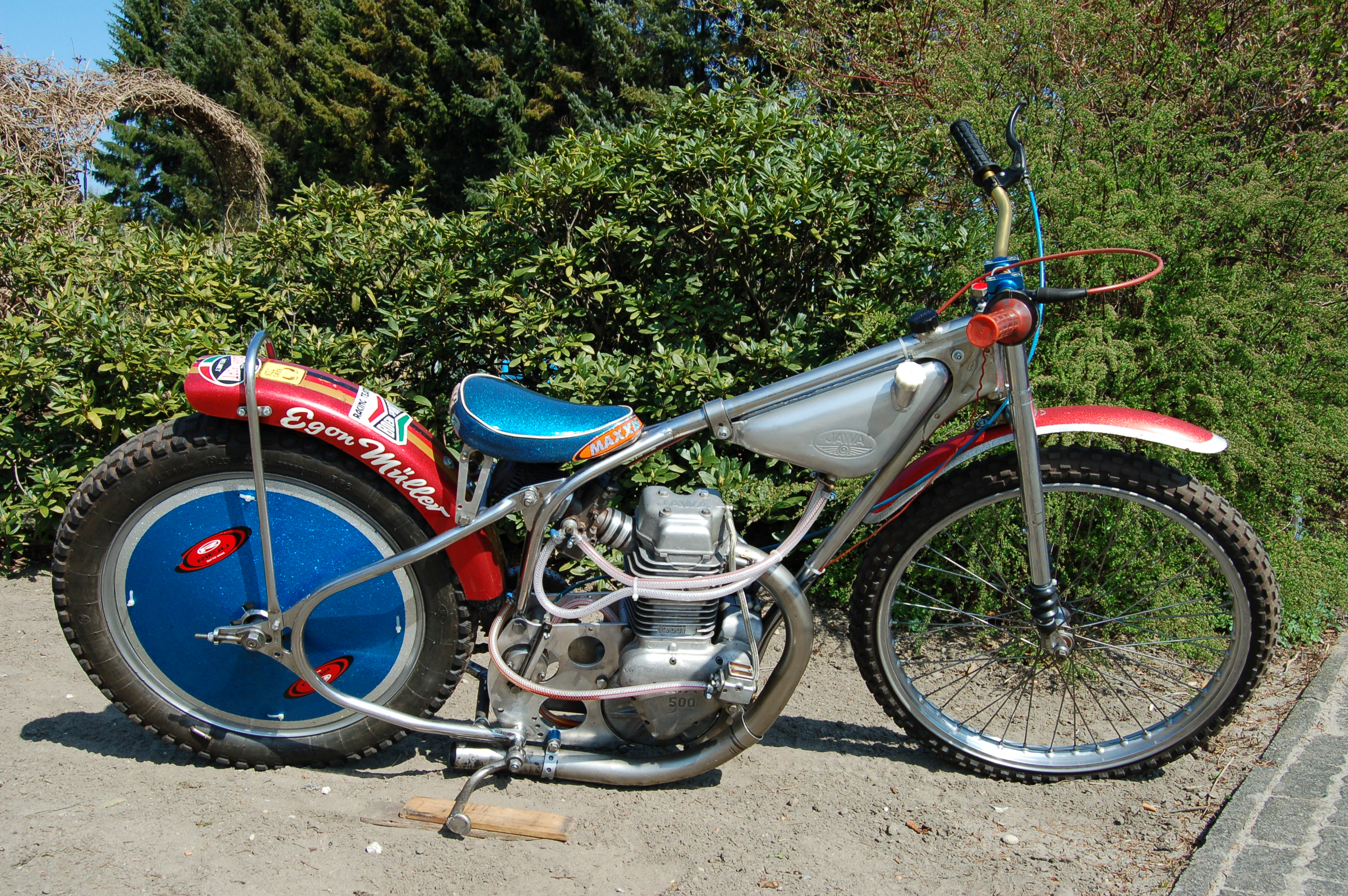
Jawa-Speedwaymaschine mit 500-cm³-Motor und 60 PS für Grasbahnrennen

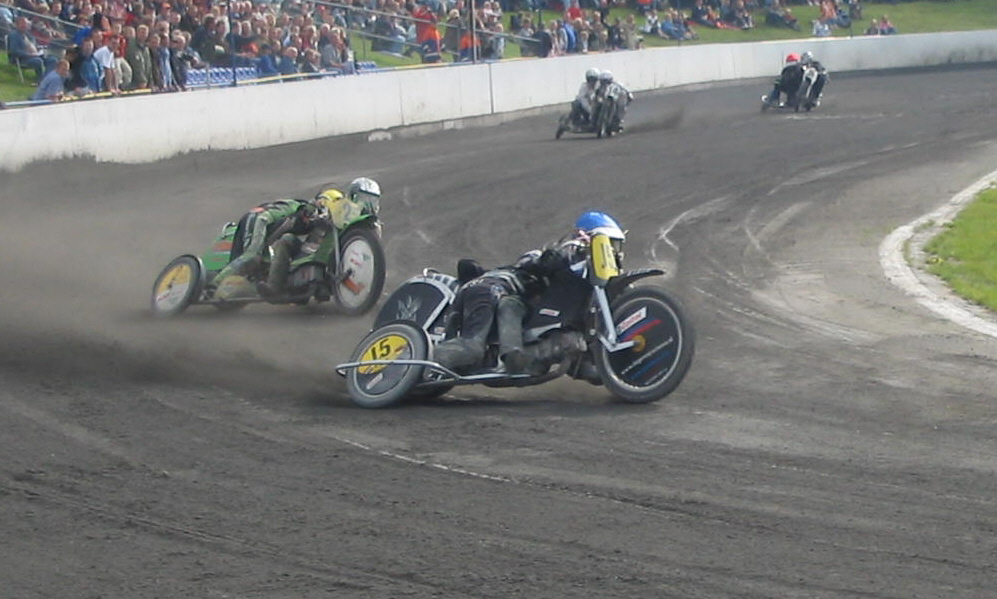
Seitenwagenrennen

Die Motorräder sind sehr spartanisch ausgestattet und ausschließlich für ihren Einsatzzweck konstruiert. Die Regeln für internationale Wettbewerbe werden von der FIM festgeschrieben.
Die Motorräder dürfen ein entsprechend ihrer Hubraumklasse festgelegtes Mindest-Leergewicht nicht unterschreiten. Konstruktion und Abmessungen von Rahmen, Rädern und weiteren Anbauteilen sind speziell auf die Rennen abgestimmt. Als Antriebsart werden Einzylinder-Viertaktmotoren mit geringer Baubreite und wenig Gewicht verwendet. In der höchsten Klasse beträgt der Hubraum 500 cm³ und je nach Abstimmung wird eine Leistung zwischen 60 und 80 PS erreicht. Meistens werden luftgekühlte Motoren von GM und Jawa genutzt. Als Kraftstoff dient Methanol, das fast rückstandsfrei zu Wasserdampf und Kohlendioxid verbrennt. Speedway-Motorräder werden ohne Getriebe gebaut. Es gibt nur eine Kupplung zwischen Motor und Hinterrad und eine Kettenraduntersetzung zwischen Motor und Kupplung und eine weitere zwischen Kupplung und Hinterrad. Anpassungen an Bahnlängen und -beschaffenheiten erfolgen durch Änderung der Übersetzung mittels Wechsel eines Kettenrades und Einstellen der Kupplung. Langbahnmotorräder verfügen dagegen über zwei Gänge, wobei der erste Gang nur zum Starten gedacht ist und bereits kurz nach dem Start hochgeschaltet wird. Bremsen gibt es an diesen Spezialmaschinen nicht, gebremst wird ausschließlich mit der Motorbremse.
Die Sitzhöhe ist verhältnismäßig gering und der Lenker breit. Die sehr kurze, beweglich angebrachte, Fußraste auf der linken Seite wird nur auf Geraden zur Entlastung genutzt, da der kurveninnere Fuß manchmal in den Kurven auf den Boden gesetzt wird.

### Seitenwagenmotorräder
Seitenwagenrennen werden mit Seitenwagenmotorrädern betrieben, deren Beiwagen rechts angebracht ist. Bis in die 1980er-Jahre konnte die Neigung des Motorrads im laufenden Rennen mit einer Kurbel durch den Beifahrer dem Kurvenradius angepasst werden. Das waren die so genannten „Schwenker“. Gegenwärtig ist die Neigung aus Gründen der Sicherheit nicht mehr veränderbar.

### Speedkarts
Die Speedkarts sind umgebaute Serienkartchassis mit speziellen Bahn- oder Serienmotoren. Die Hubraumklassen reichen bis zu 650 cm³, die Leistungen bis zu 75 kW (102 PS). Speedkarts erreichen eine Spitzengeschwindigkeit von über 160 km/h.

## Rennen
Vier Fahrer reihen sich parallel zueinander hinter dem Startband auf. Das Rennen ist eröffnet, sobald sich das Band hebt. Fehlstarts werden, genauso wie selbstverschuldete Stürze, mit dem sofortigen Rennausschluss bestraft. Es wird gegen den Uhrzeigersinn gefahren.
Für den Sieg in einem Rennen gibt es (beim Vierer-Speedway) in der Regel drei Punkte, für den zweiten Platz zwei, für den dritten einen und für den vierten null Punkte.
Die Zuständigkeit für das Regelwerk liegt bei der Fédération Internationale de Motocyclisme (FIM).

## Wettbewerbe

### International
Für die besten Vereinsmannschaften gibt den Speedway Europa-Cup, ähnlich einem Europapokal der Landesmeister.

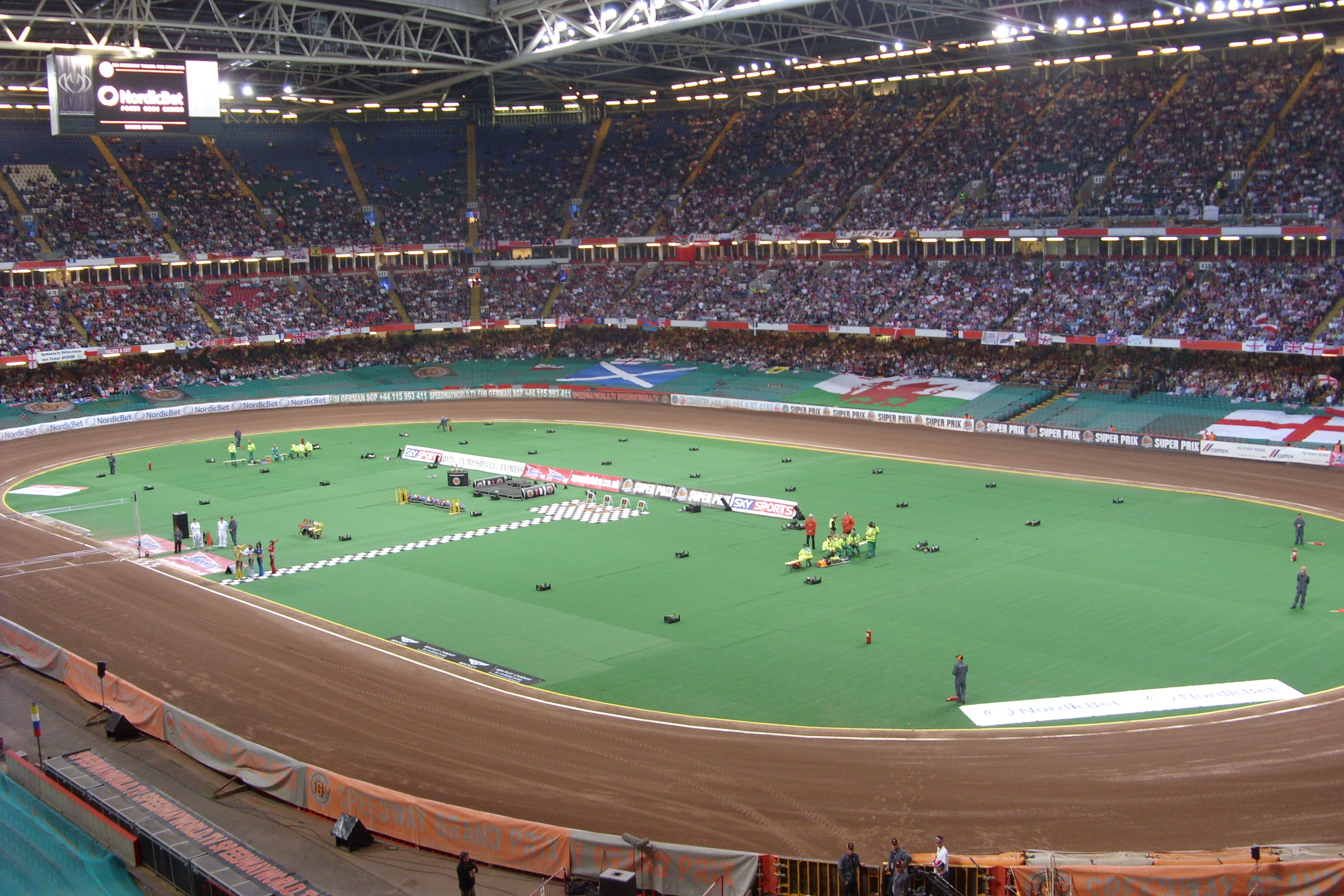
Das Millennium Stadium, während eines Speedway Grand Prix

### Nationale Wettbewerbe

#### Deutschland
In Deutschland gibt es eine Speedway-Bundesliga, über die der nationale Mannschaftstitel vergeben wird. Zudem wird jährlich eine Einzelmeisterschaft und eine U-21-Meisterschaft durchgeführt. 2012 wurde zusätzlich eine 2. Bundesliga gegründet, welche als Team Cup ausgeschrieben wird. Diese Liga gilt als die Nachwuchsliga.
1. Speedway-Bundesliga
Die 1. Speedway-Bundesliga besteht aus 6 Teams (Stand 2015). Über die Saison bestreitet jedes Team zwei Heim- und zwei Auswärtsrennen. Zusätzlich gibt es zwei Finals am Ende der Saison, bei denen die zwei punktbesten Teams gegeneinander antreten (je ein Heim- und ein Auswärtsrennen). Bei jedem Rennen fährt das Heimteam gegen eine Auswärtsmannschaft. Dies bedeutet, dass pro Rennlauf je zwei Fahrer der beiden Teams an den Start gehen.
Speedway Team Cup / 2. Bundesliga
Der Speedway Team Cup wurde 2012 zum ersten Mal ausgetragen. In der ersten Saison gingen 6 Teams an den Start. Jedes dieser Team bestreitet ein Heimrennen. Anders als in der 1. Bundesliga treten an jedem Renntag 4 Mannschaften gegeneinander an. Dies bedeutet, dass bei jedem Rennlauf je ein Fahrer von jedem Team an den Start geht. Ein weiterer Unterschied zur 1. Bundesliga ist, dass jede Mannschaft neben ihren 500-cm³-Fahrern mit einem 250-cm³-Fahrer antritt. In jedem Renndurchgang treten immer die vier 250-cm³-Fahrer gegeneinander an.

#### Großbritannien
In Großbritannien gibt es ein ausgeprägtes Ligensystem, dessen Oberhaus die Speedway Elite League bildet. Unter ihr folgen die Speedway Premier League und die Speedway National League. Zusätzlich gibt es noch Pokalwettbewerbe.
Der Elite League Knockout Cup ist sozusagen der Ligapokal der Elite League. Er ist nur den Teams vorbehalten, die auch an der Elite League teilnehmen. Er gilt als wichtigster Mannschafts-Speedway-Pokal des Landes. Der Craven Shield stellt eine Art Supercup der Elite League dar.
Im Einzel werden Britische Meisterschaften für Profis, U-21- und U-18-Fahrer ausgetragen.

## Bekannte Fahrer
- Nicki Pedersen (dreimaliger Weltmeister)
- Jason Crump (dreimaliger Weltmeister)
- Ove Fundin (fünfmaliger Weltmeister)
- Ivan Mauger (sechsmaliger Weltmeister)
- Hans Nielsen (viermaliger Weltmeister)
- Tony Rickardsson (sechsmaliger Weltmeister)
- Erik Gundersen (dreimaliger Weltmeister)
- Bartosz Zmarzlik (viermaliger Weltmeister)
- Tai Woffinden (dreifacher Weltmeister)
- Lukas Fienhage (Weltmeister – Langbahn)
- Kai Huckenbeck (zweifacher Deutscher Meister)
- Egon Müller (vierfacher Weltmeister – 1 × Speedway, 3 × Langbahn).

## Speedway in Deutschland
In Deutschland ist der Speedwaysport, vor allem aufgrund der ausbleibenden internationalen Erfolge, eher unbekannt. Anders als in anderen europäischen Ländern sind andere Bahnsportarten, wie z. B. der Grasbahnsport, nicht so bekannt wie Speedway. Viele in den Anfangsjahren des Sports errichtete oder auch dazu mit- oder umgenutzte Bahnen befinden sich in Siedlungsnähe und liegen brach, da zum Betrieb strenge Auflagen zum Umweltschutz (Lärm und Abgase) eingehalten werden müssen.
Durch neue Technologien wird in jüngster Zeit versucht, den Sport zu erneuern. Elektro-Speedwaymaschinen sollen helfen, neuen Auftrieb zu vermitteln, die Akzeptanz in der Bevölkerung zu steigern und Interesse an dieser Motorsportart zu wecken.
Es gibt Deutsche Meisterschaften, in denen die Einzel-Meister ermittelt werden. Hinzu kommen Deutsche U-21-Meisterschaften. Die Deutschen Mannschaftsmeister werden über die Bundesliga ermittelt.

## Ergebnisse
- Speedway-Einzel-Weltmeisterschaft
- Speedway-Team-Weltmeisterschaft
- Speedway Europa-Cup